# Cynorta seminata
Cynorta seminata is een hooiwagen uit de familie Cosmetidae.